# تيبيلو نيوكونغ
تيبيلو نيوكونغ (بالإنجليزية: Tebello Nyokong) ولدت في 20 أكتوبر عام 1951، هي عالمة كيمياء من جنوب إفريقيا، وأستاذة في جامعة روديس، وحائزة على رتبة مابونغوبوي الرئاسية من الدرجة البرونزية. حازت تيبيلو على الميدالية الذهبية للمعهد الكيميائي الإفريقي في عام 2012، ورُشحت لواحدة من أكثر 10 جوائز تأثيرًا في العلوم والتكنولوجيا في إفريقيا من قبل آي تي نيوز أفريكا. تعمل حاليا في البحث العلمي حول العلاج الضوئي الديناميكي، وهو وسيلة بديلة لعلاج السرطان عن العلاج الكيميائي. في عام 2007، كانت إحدى ثلاثة عالمات من أكثرهن نشرًا للأبحاث العلمية في جنوب إفريقيا، وفي 2013، نالت جائزة إنجاز العمر من المؤسسة الوطنية للأبحاث.

## التعليم
في المدرسة الثانوية، اختارت المواد الأدبية، ولكن بعد سنتين فقط غيرت رأيها لدراسة العلوم. استطاعت سد تلك الفجوة بسرعة، وعشقت الكيمياء أثناء عملها. نالت شهادة مدرسة كامبريدج الخارجية في عام 1972.
جاءت نيوكونغ من خلفية فقيرة. كان عليها أن ترتدي ملابس مستعملة وأن تمشي حافية القدمين. وعندما كانت طفلة صغيرة، ذهبت للحياة مع جديها في جبال ليزوثو. تعرفت تيبيلو على العلوم بتأمل الحياة البرية أثناء عملها في سن الثامنة في رعاية الأغنام. تقول نيوكونغ أنها كانت تقضي إحدى الأيام في المدرسة واليوم الآخر مع الأغنام لرعايتها. كما تقول أن إحدى أمنياتها أثناء الطفولة أن يكون لها أحذية خاصة بها. وعندما بدأت المدرسة، تقول أنها أبعدت عن دراسة العلوم لأن الناس أخبروها بصعوبتها. ولكنها غيرت رأيها بعد سنتين فقط من الدراسة لتدرس مساقًا علميًّا كاملًا.
نالت نيوكونغ درجة البكالوريوس في الكيمياء والبيولوجيا من جامعة ليزوثو في عام 1977. ذهبت بعد ذلك لنيل درجة الماجيستير في الكيمياء من جامعة ماكماستر في أونتاريو بكندا. في عام 1987، حصلت على درجة الدكتوراه في الكيمياء من جامعة ويسترن أونتاريو. بعد حصولها على درجة الدكتوراه، حصلت على برنامج فولبرايت للاستمرار في دراسات ما بعد الدكتوراه في جامعة نوتر دام في الولايات المتحدة.

## الحياة المهنية
بعد الانتهاء من برنامج فولبرايت في الولايات المتحدة، عادت نيوكونغ إلى ليزوثو، وبعدها أخذت منصبًا في جامعة ليزوثو. في عام 1992، تقلدت منصبًا كمعيدة في جامعة روديس. أعطتها المؤسسة الوطنية للبحث العلمي تقييمًا عاليًا وساعدتها في الحصول على مختبر للبحث العلمي في الجامعة. وبعدها، انتقلت من درجة معيدة إلى أستاذة، ثم إلى أستاذة مرموقة. اشتهرت نيوكونغ بأبحاثها في النانوتكنولوجي، وعملها في العلاج الضوئي الديناميكي. مهدت أبحاثها الرائدة الطريق لتشخيص وعلاج آمنين للسرطان، بدون الأعراض الجانبية المميتة للعلاج الكيميائي.
نشرت نيوكونغ رسالة مفتوحة كتبتها لنفسها ذات الـ18 عامًا (التي كانت تعمل بجهد لإنهاء مساق علمي مدته ثلاثة سنوات في سنتين فقط). حاولت الرسالة طمأنتها لامتلاك الشجاعة الكافية لأن عائلتها ربما لن تدرك الفرص المتاحة أمامها. وتنتهي الرسالة بـ«يجب عليك الاعتقاد أنه بإمكانك أن تكوني زوجة وأمًا ناجحتين وتحصلي على دخل وتساهمي في المجتمع. وسوف تفعلين ذلك.»
في عام 2014 عملت كأستاذة في جامعة روديس في غراهامستاون. كانت موضوع الصورة الفوتوغرافية لآدريان ستيرن «21 أيقونة». الذي تخيل عودتها إلى فترة الطفولة في رعي الغنم ولكنها ترعى الغنم الآن كبالغة وترتدي ملابس عالمة الكيمياء والوشاح الأبيض. بيعت نسخ من الصورة لأغراض خيرية.

## المؤهلات الأكاديمية
حصلت على دكتوراه في الكيمياء من جامعة ويسترن أونتاريو، لندن، أونتاريو، كندا، 1987.
حصلت على درجة الماجيستير في الكيمياء من جامعة مكماستر، هاميلتون، أونتاريو، كندا، 1981.
الماجيستير والدكتوراه ممولتان من وكالة التطوير الدولي الكندي، والبكالوريوس ممول من حكومة ليزوثو.

## المناصب والخبرات
- أستاذة مرموقة في الكيمياء
- مديرة مركز إبداع دي إس تي/مينتيك للنانوتكنولوجي
- حائزة على أستاذية الأبحاث الطبية في الكيمياء والنانوتكنولوجي من دي إس تي/إن آر إف
- أستاذة مساعدة للكيمياء في جامعة ترومسو في النرويج منذ 2008
- أستاذة في الكيمياء الفيزيائية غير العضوية، جامعة روديس، 2001-2006
- أستاذة منتسبة في الكيمياء الفيزيائية غير العضوية، جامعة روديس، 1998-2000
- معيدة أولى في الكيمياء، جامعة روديس، 1992-1997
- معيدة في الكيمياء الفيزيائية غير العضوية، جامعة ليزوثو، 1981، 1987-1991
- مدرسة مساعدة، جامعة ماكماستر، 1979-1980، وجامعة ويسترن أونتاريو، 1982-1986

## الجوائز
1. المؤسسة الوطنية للأبحاث «جائزة إنجاز العمر» – 2013
2. تقييم المؤسسة الوطنية للأبحاث: أ
3. الميدالية الذهبية من المعهد الكيميائي بجنوب إفريقيا
4. اندرجت في قائمة المركز الوطني للأبحاث حول تطور الإنسان، الموجود في بورغوس، بإسبانيا لتكون واحدة من «13 اسمًا غيروا العالم» – 2012
5. حصلت على الأستاذية المرموقة من جامعة روديس 2012
6. النساء المميزات من الجمعية الملكية للكيمياء والشبكة الإفريقية للكيمياء: 2011
7. دعتها إيرينا بوكوفا، المديرة العامة في اليونيسكو، لتكون عضوة في قائمة اليونيسكو رفيعة المستوى للعلوم والتكنولوجيا والإبداع للتنمية المستدامة، في يونيو 2011
8. جائزة المؤتمر الدولي للبوليمرات والمواد المتقدمة في الذكرى المئوية لأول جائزة نوبل للكيمياء تحوزها امرأة: ماري كوري
9. حازت على درجة دكتوراه هونوريس كوزا في العلوم من جامعة والتر سيزولو، في الثالث من مايو 2010
10. حازت على درجة دكتوراه هونوريس كوزا في العلوم من جامعة جنوب إفريقيا في 11 مايو 2010
11. انتخبت كزميلة لأكاديمية العالم الثالث للعلوم عام 2009
12. حصلت على جائزة الاحتفال بالتفوق في 2009/2010 كإحدى أكثر النساء تأثيرًا في العمل التجاري والعمل الحكومي – في قطاع التعليم والتدريس
13. جائزة لوريال-اليونيسكو لـ«نساء العلم» كفائزة تمثل إفريقيا والدول العربية في عام 2009. رأس اللجنة الدكتور أحمد زويل (الحائز على جائزة نوبل في الكيمياء عام 1999). وأيضًا كريستيان دو دوفي (الحائز على جائزة نوبل في الطب عام 1974)
14. في سبتمبر 2009، مُرر اقتراح بالاعتراف بدورها في تحول العلوم في جنوب إفريقيا في الجمعية الوطنية. وبالتالي تمكنت من مخاطبة لجنة البرلمان المسئولة عن العلوم.
15. كانت واحدة من أكثر 3 نساء نشرًا للعلوم في جنوب إفريقيا في عام 2007
16. جائزة المكانة العالية لصحافة المدينة للنساء الملهمات – 2008
17. جائزة برنامج البحوث للكيمياء الطبية والنانوتكنولوجي من قسم العلوم والتكنولوجيا ومؤسسة الأبحاث الوطنية، بدءً من 2007
18. نالت درجة مابونغوبوي: البرونزية من رئيس الدولة مبيكي – 2005
19. اختيرت في قامة جامعة روديس لـ«نساء العام» في فئة الأبحاث الكبرى في عام 2006
20. وصيفة دي إس تي لـ«نساء العلوم» لعامي 2004 و2008
21. اختارها قسم العلوم والتكنولوجيا لتقديم محاضرة فرانسيس أميس عام 2004
22. جائزة نائب المستشار البحثية عام 2003
23. انتخبت كزميلة للجمعية الملكية لجنوب إفريقيا
24. عضوة في أكاديمية العلوم بجنوب إفريقيا
25. جائزة فولبرايت عام 1990. زارت مختبر الإشعاع، جامعة نوتر دام، إنديانا، الولايات المتحدة الأمريكية
26. قائمة الشخصيات الـ100 الأكثر تأثيرًا في جنوب إفريقيا من فاينانشيال ميل لأعوام 2006، 2007، 2008، 2009